# ناحیه عوانه
ناحیه عوانه (به عربی: دائرة العوانة) یک ناحیه در الجزایر است که در استان جیجل واقع شده‌است. ناحیه عوانه ۲۶۱٫۲۶ کیلومتر مربع مساحت و ۱۳٬۹۴۸ نفر جمعیت دارد.